# Centre d'Amics de Reus
El Centre d'Amics de Reus és una associació de Reus, dedicada a fomentar l'interès per a les coses de la ciutat, al seu estudi quan s'escaigui i a la promoció de la cultura i de les entitats comarcals. A la fi del segle xix ja hi va haver a Reus un centre del mateix nom, "Centre d'Amics", una societat obrera instructiva i de resistència, de caràcter socialista llibertari i laïcista, vinculada a la Federació de Treballadors de la Regió Espanyola, sense relació directa, com és evident, amb l'entitat actual que és pluralista i catalanista.

## Història

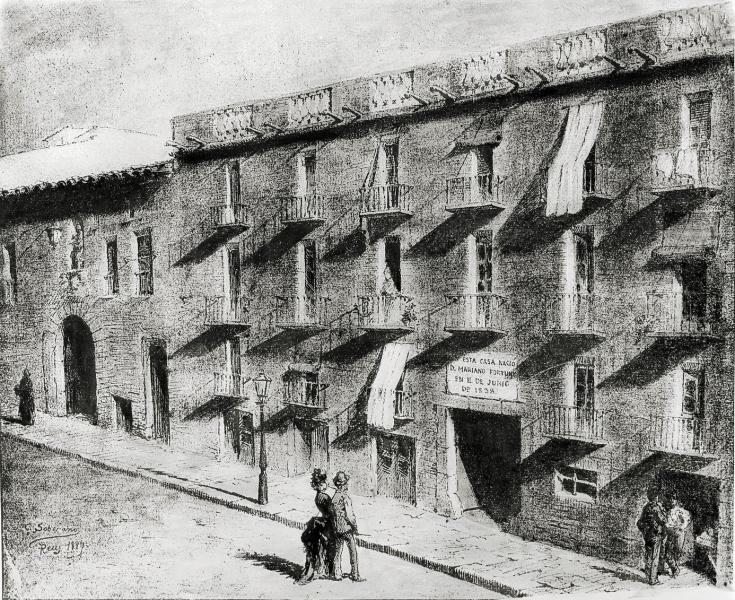
Casa natal de Fortuny, per Càstul Soberano

L'associació neix el 1974 a la fi de la dictadura però la proposta d'estatuts del 1975 es va rebutjar pel Ministeri de la Governació. Una segona proposta del 1977 també és rebutjada i va caldre una intervenció de Josep Tarradellas prop del govern de transició perquè els estatuts fossin aprovats el 1978. La seva seu està situada a «La Boella», la casa de la família Quer, i casa natal del pintor Marià Fortuny i Marsal al raval de Robuster. El centre compta amb dues sales d'exposicions permanents i amb sales per a exposicions temporàries i altres activitats culturals.
El 17 de setembre de 2004, a l'ocasió del 25è aniversari, va rebre el guardó de la ciutat, per «la tasca duta a terme en el món cultural i associatiu». Durant una visita el maig del 2009 el president de la Diputació de Tarragona, Josep Poblet, va lloar el centre com una de les entitats socials i històriques amb més trajectòria de la ciutat. Va ressaltar la seva tasca de promoció de la cultura i la seva contribució a la cohesió social i la promoció del territori.
Des del 2002, en honor del periodista i poeta Francesc Martí Queixalós (1916-2002), membre fundador i directiu del centre s'organitza el «Premi de Poesia Catalana Francesc Martí Queixalós» El 2012 va afegir-se el «Premi Reina Margarida de Prades». Ambdós són dotats d'un premi en metàl·lic i les obres premiades són publicades en la revista Lo Nunci, portaveu de l'entitat.
Forma part de la Federació d'Ateneus de Catalunya

## GuardóEl més Amic de Reus
Des del 1981 el Centre atorga la «Càtedra de Reusenquisme» amb el guardó «El més Amic de Reus» als personatges que es destaquen en alguna activitat en favor de Reus.
- 1981 Mare de Déu de Misericòrdia
- 1982 Societat El Círcol
- 1983 Patronat per al Foment de la Sardana
- 1984 Centre de Lectura
- 1986 Pere Cartanyà Aleu
- 1988 Colla Castellera Xiquets de Reus
- 1989 Ràdio Reus
- 1990 Albert Vilalta i González
- 1991 Teresa Fàbregas Ponsoda
- 1992 Orfeó Reusenc – Club Natació Reus Ploms
- 1993 Joan Busquets Crusat
- 1994 Jaume Gil Aluja
- 1995 Josep Laporte i Salas
- 1996 Cambra de Comerç, Indústria i Navegació
- 1997 Gabriel Ferraté Pascual
- 1998 Andreu Buenafuente i Moreno
- 1999 Antoni Pont i Amenós
- 2000 Neus Segrià Fortuny
- 2001 Joan Sabater i Escudé
- 2002 Lluís Pasqual i Sánchez
- 2003 Enric Aguadé Sans
- 2004 Ramon Ferran i Pagès
- 2005 Josep M. Fargas Cardeñas
- 2006 Indústries Rodríguez
- 2007 M. Dolors Vallverdú Torrents
- 2008 Ramon Amigó Anglès[9]
- 2009 Josep Maria Ribas Prous
- 2010 Avel·lina Briansó de Heredia[10]
- 2011 Institut Pere Mata
- 2012 Francesc Gras Salas[11]
- 2013 Ramon Gomis de Barberà[12]
- 2014 Grup Cultural Misericòrdies[13]

- 2015 Josep Maria Martí i Martí[14]
- 2016 Robert Miralles i Gutiérrez[15]
- 2017 Reus Deportiu[16]
- 2018 Xavier Amorós Solà[17]
- 2019 Joaquim Mallafrè i Gavaldà[18]
- 2021 Associació de Concerts, amb motiu del seu centenari.[19]
- 2023 Llotja de Reus[20]
- 2024 Tomàs Barberà Monné[21]

## Publicacions
- Lo Nunci (revista), des del 1981, no s'ha de confondre amb la revista humorística Lo Nunci, (1877-1883)
- Robert Miralles i Gutiérrez, Una Vida dedicada a la cultura catalana: ballets, català i sardana, 1949-1999, 2007
- Joan Pijoan i Jaqués, L'Ensenyament privat a Reus d'ençà de 1939: col·legis, escoles, acadèmies i mestres